# SteadyShot
SteadyShot и Super SteadyShot — технология стабилизации изображения для видеокамер Handycam, цифровых фотокамер Cyber-shot и цифровых зеркальных фотокамерах Alpha и экшен камерах от Sony.

## Описание
В этой технологии используется метод обнаружения дрожания (через гироскопические датчики). Преимущества (уменьшение размытости) одинаковы во всех изделиях, однако в реализации технологии в каждом из них имеются некоторые отличия.

## Разновидности
Существуют два типа стабилизирующих систем SteadyShot — электронная и оптическая.
Электронная система Super SteadyShot компенсирует дрожание камеры путём увеличения области считывания матрицы CCD/CMOS.
Оптическая система Optical SteadyShot перемещает весь объектив и матрицу, что, по утверждению Sony в результате собственного исследования, дает в 13 раз лучший результат, по сравнении со стандартными оптическими стабилизаторами, которые сдвигают только одну линзу объектива. 

### В видеокамерахHandycam
Оптическая система Super SteadyShot компенсирует дрожание видеокамеры, смещая объектив, и обеспечивает плавную стабилизацию изображения даже при слабом освещении и для неподвижного изображения.

### В фотокамерахCyber-shot
Фотокамеры Cyber-shot, оснащённые системой стабилизации Super SteadyShot, имеют свободно плавающий объектив, положение которого система Super SteadyShot непрерывно корректирует, чтобы компенсировать дрожание.

### В цифровых без зеркальных фотокамерахAlpha
Вместо того, чтобы перемещать свободно плавающий объектив, цифровые зеркальные фотокамеры Alpha компенсируют движение корпуса фотокамеры, сдвигая непосредственно CCD или CMOS матрицу. Поскольку механизм смещения матрицы находится внутри корпуса цифровой зеркальной фотокамеры Alpha, система стабилизации Super SteadyShot работает со всеми совместимыми объективами.